# Maritiem Museum (Suriname)
Het Maritiem Museum is een scheepvaartmuseum in de Surinaamse stad Paramaribo aan de Cornelis Jongbawstraat 2. Het werd in 2001 geopend.
Het museum bevindt zich in de Flying Fish, oftewel het voormalige huis van de commandant van de Marine op het terrein van de Maritieme Autoriteit Suriname (MAS). In het pand zijn verder nog een educatieve ruimte en een bibliotheek ondergebracht. De museumstukken zijn voor een groot deel afkomstig van de MAS. Er zijn ook museumstukken buiten het gebouw geplaatst.
Het museum werd opgericht door Eddy en Gré Fitz-Jim; hij is de toenmalige directeur van de MAS en zij is kunstenares, onder meer met keramiek. Zij werkten vijf jaar aan de totstandkoming ervan. Het museum kent zijn oorsprong in de expositie in Fort Zeelandia over 50 jaar scheepvaart. De collectie in het Maritiem Museum bestrijkt de periode sinds de oprichting van de MAS in 1947.

## Galerij
|                    |  |  |
| Blik in het museum |  |  |